# Rhegmoclemina lunensis
Rhegmoclemina lunensis is een muggensoort uit de familie van de Scatopsidae. De wetenschappelijke naam van de soort is voor het eerst geldig gepubliceerd in 2009 door Haenni & Godfrey.